# Xã Lincoln, Quận Huron, Michigan
Xã Lincoln (tiếng Anh: Lincoln Township) là một xã thuộc quận Huron, tiểu bang Michigan, Hoa Kỳ. Năm 2010, dân số của xã này là 807 người.